# Krajowy System Wykrywania Skażeń i Alarmowania
Krajowy System Wykrywania Skażeń i Alarmowania (KSWSiA) – system odpowiedzialny za koordynację przedsięwzięć z zakresu monitorowania, wykrywania i alarmowania o skażeniach CBRN na terytorium Rzeczypospolitej Polskiej oraz prowadzenie działań interwencyjnych w przypadku ich wystąpienia. Funkcjonuje na podstawie Rozporządzenia Rady Ministrów z dnia 23 lutego 2024 r. w sprawie systemów wykrywania skażeń i powiadamiania o ich wystąpieniu oraz właściwości organów w tych sprawach. Nadzór nad jego funkcjonowaniem oraz koordynację prowadzi Minister Obrony Narodowej przy pomocy Centralnego Ośrodka Analizy Skażeń.

## Skład
W skład KSWSiA wchodzą następujące podsystemy:
- system wykrywania skażeń Sił Zbrojnych Rzeczypospolitej Polskiej,
- sieci i systemy nadzoru epidemiologicznego i kontroli chorób zakaźnych nadzorowane przez ministra właściwego ds. zdrowia,
- system stacji wykrywania skażeń promieniotwórczych koordynowany przez Prezesa Państwowej Agencji Atomistyki,
- wojewódzkie systemy wykrywania i alarmowania oraz systemy wczesnego ostrzegania ludności,
- systemy nadzoru epizootycznego, fitosanitarnego, nadzoru nad bezpieczeństwem produktów pochodzenia rolno-spożywczego.